# Povoz
Povoz (em russo:  Повоз) era uma obrigação feudal na antiga Rússia, que consistia na entrega de produtos agrícolas por ordem do cnezo (senhorio) à corte principesca, mercado ou em uma campanha. Povoz também era o nome dado ao dever do camponês de fornecer suprimentos para as necessidades do Estado. O Povoz foi gradualmente substituído por um imposto monetário - “dinheiro do Povoz”. A partir do séc.XV, foi transformado em imposto monetário e em obrigação de Iam.